# 오토핫키
오토핫키(AutoHotkey)는 윈도우 응용 프로그램 및 매크로를 만드는 오픈 소스 자유 소프트웨어이자 스크립트 언어이다. 사용자가 반복작업을 자동으로 할 수 있도록 도와준다. 어떤 응용 프로그램의 사용자 인터페이스도 오토핫키로 고칠 수 있다.

## 특징 및 사용
- 오토핫키 스크립트는 프로그램 실행, 문서 열기, 키보드 입력, 마우스 입력[7]에 사용할 수 있다.
- 변수를 다루고 루프를 실행하고 창, 파일, 디렉터리를 조작할 수도 있다.
- 명령은 단축키로 실행할 수 있으며 특정 키를 활성화하거나 비활성화하고 재할당할 수 있다.
- '핫스트링'이라 불리는 자동으로 치환되는 문자열도 지원하여 축약어를 풀어쓰는데 사용할 수 있다.[8]
- 방사선학계에서 의사들이 사용하기도 했다.[9]
- 스크립트는 오토핫키가 없는 컴퓨터에서도 실행할 수 있는 실행 파일로 컴파일될 수 있다. 소스코드는 C++이며 비주얼 스튜디오로 컴파일할 수 있다.
- C와 같은 포인터를 통한 메모리 접근을 할 수 있다.[10]
- 인터넷을 제어하거나 WinApi등을 쓸 수 있다.

## 기능
- 키보드 재할당. 쿼티에서 드보락이나 다른 자판으로의 재할당.
- 자주 사용하는 빈 칸 채우기 단축키.
- 키보드나 조이스틱으로 마우스 커서 조절.
- 단축키로 프로그램 실행, 문서 열기, 웹사이트 열기.
- 전자우편이나 인터넷 게시판에 서명 추가.
- 시스템 모니터링 및 불필요한 프로그램 자동 종료.
- 자동화된 알림 프로그램, 시스템 스캔 및 백업.

## 예제
다음 예제는 사용자 기본 웹 브라우저로 클립보드 텍스트를 구글링한다.
```
#g::
 ; Win+g

   
Run
 
https
://
www
.
google
.
com
/
search
?
q
=
%clipboard%

Return

```

## 역사
오토핫키는 2003년 11월 10일 개발되기 시작하였다. 오토핫키 커뮤니티에서는 AutoHotkey_L와 IronAHK 같은 독자적인 버전도 개발하기 시작했다.

### 버전 히스토리
- 2009년 9월 25일 1.0.48.05 기존 최초 개발자 Chris가 주도하던 오토핫키 개발 중단 (향후 AutoHotkey_B 버전으로 호칭).
- 2010년 11월 27일 1.0.90.00 새로운 개발자 Lexikos가 주도하는 AutoHotkey_L 버전 최초 공식 등장.
- 2012년 11월 7일 1.1.09.00 AutoHotkey_L이라는 명칭을 사용하지 않고, AutoHotkey로 변경.
- 2016년 5월 22일 1.1.24.00 링크 참조.
- 2016년 8월 2일 1.1.24.01 링크 참조.

## 같이 보기
- 오토잇